# Урбино (герцогство)

Герцогство Урбино на карте Северной Италии

Ге́рцогство Урби́но (итал. Ducato di Urbino) — государство, существовавшее в Марке в эпоху Ренессанса. Располагалось между Флорентийской республикой и Адриатическим морем, на юге граничило с папскими владениями.
Титул «графов Урбино» был дарован представителям рода Монтефельтро императором Фридрихом II в 1213 году. В 1443 году Оддантонио да Монтефельтро получил от папы Евгения IV герцогский титул. После угасания рода Монтефельтро в начале XVI века герцогство перешло к их родственникам, Делла Ровере.
В 1625 году папа Урбан VIII аннексировал герцогство, сделав его провинцией Папской области.

## История

### Династия Монтефельтро
Папское назначение преобразовало графство Урбино, основанное в 1213 году, в герцогство, управляемое семьей Монтефельтро.
Именно папа Евгений IV в 1443 году назначил Оддантонио II да Монтефельтро первым герцогом Урбино. Однако он правил менее года, с 1443 по 1444 год, прежде чем был убит. Таким образом, к власти пришел старший сводный брат Федерико, один из величайших принцев на итальянской шахматной доске того времени, известный как лидер в битвах и культурный покровитель искусств. Он чередовал важные военные кампании с блистательной карьерой государственного деятеля, также заботясь о возведении Дворца дожей и защищая известных художников при своем дворе, от Леона Баттисты Альберти до Пьеро делла Франческа, от Паоло Уччелло до Педро Берругете, от Луки делла Роббиа Джусто Гентскому, а также большой группе архитекторов и скульпторов, украшавших его дворец..
Утвержденный герцогом в 1474 году, он способствовал строительству многочисленных крепостей по проекту Франческо ди Джорджио и собрал одну из самых важных библиотек эпохи Возрождения. Он женился на Баттисте Сфорца в 1459 году и правил своим королевством с твердой властью до своей смерти в 1482 году. Во времена правления Фридриха государство достигло максимального территориального расширения и значительного экономического процветания. Такова была важность герцогства, которое Урбино привлекал или принимал в то время, среди прочих, Пьеро делла Франческа, Мелоццо да Форли, Лука Синьорелли, Перуджино, Джованни Санти, отец Рафаэлло Санцио, Пинтуриккьо и Франческо ди Джорджио Мартини, а также молодой Браманте. Примерно с 1480 года город Губбио стал второй резиденцией герцогской семьи.
После периода регентства Оттавиано Убальдини делла Карда к власти пришел Гвидобальдо I из Монтефельтро, многообещающий молодой человек, но больной с юности, который по этой причине не смог сравниться с военной карьерой своего отца, несмотря на участие в некоторых сражениях в качестве полководца. лидер. . Он женился на Элизабетте Гонзага и защищал таких художников, как Рафаэль, Брамантино и Лука Синьорелли. Известным литературным памятником его двору является Кортеджано ди Бальдассарре Кастильоне. Его правление было обеспокоено борьбой против церковного государства, в частности завоеваниями, никогда не длившимися долго, от племянников пап, таких как Чезаре Борджиа и Лоренцо Медичи..

### Династия делла Ровере
Гвидобальдо умер бездетным, но не раньше, чем усыновил старшего сына своей сестры Джованны, Франческо Марию I делла Ровере, который стал четвёртым герцогом Урбино. Он сумел вернуть Урбино для папства, а также расширил государство за счет городов Сенигаллия и Пезаро, последний стал новой столицей герцогства в 1523 году. Город Урбино пострадал как от экономической и демографической точки зрения., но государство продолжало пользоваться относительным благополучием до начала 17 века. Вместе со своей женой Элеонорой Гонзага он посвятил себя строительству новых роскошных резиденций, в том числе Палаццо Дукале и Виллы Империале в Пезаро, и был покровителем таких художников, как Тициан, Джироламо Дженга, Рафаэллино дель Колле и Доссо Досси.
В 1538 году наследовал его сын Гвидобальдо II делла Ровере, дважды женатый на Джулии Варано и Виттории Фарнезе. В отличие от отца, он любил проживать в герцогском замке в Урбино, где способствовал обустройству второго этажа. Его министрами были Антонио Стати, граф Монтебелло, и Пьетро Бонарелли, граф (впоследствии маркиз) Орчано, принадлежавший к знатной семье Бонарелли д’Анкона. Среди художников, которых он защищал, были Тициан, Баттиста Франко и Бартоломео Дженга.
После смерти в 1574 году ему наследовал шестой и последний герцог, его сын Франческо Мария II делла Ровере. Обеспокоенный проблемой наследника, он, наконец, родил Федерико Убальдо в 1606 году. Молодой человек женился на Клаудии Медичи и успел родить дочь Витторию, прежде чем умереть при загадочных обстоятельствах в 1623 году, прежде чем стать герцогом.
Таким образом, Франческо Мария II в последние годы власти работал над передачей своего государства («земель и замков») Риму, подписав акт об этом ещё в 1625 году. После его смерти в 1631 году папа Урбан VIII издал указ о передаче герцогства Папскому государству. Однако все движимое имущество семьи оставалось личной собственностью Виттории, которая, выйдя замуж за великого герцога Тосканы Фердинандо II Медичи, привезла с собой во Флоренцию необыкновенные коллекции картин, драгоценностей и различных предметов.
Сразу же после присоединения герцогства была учреждена апостольская миссия Урбино, которая в XVIII в. дала название одноимённой папской провинции.

## Правители Урбино

### Графы Урбино из родаМонтефельтро
- Бонконте I да Монтефельтро (1234—1242)
- Монтефельтрано II да Монтефельтро (1242—1255)
- Гвидо да Монтефельтро (1255—1285)
  - С 1285 по 1304 годы графство находилось под папским контролем
- Федериго II да Монтефельтро (1360—1363)
- Антонио II да Монтефельтро (1363—1404)
  - с 1369 по 1375 годы графство находилось под папским контролем
- Гвидантонио да Монтефельтро (1404—1443)

### Герцоги Урбино из родаМонтефельтро

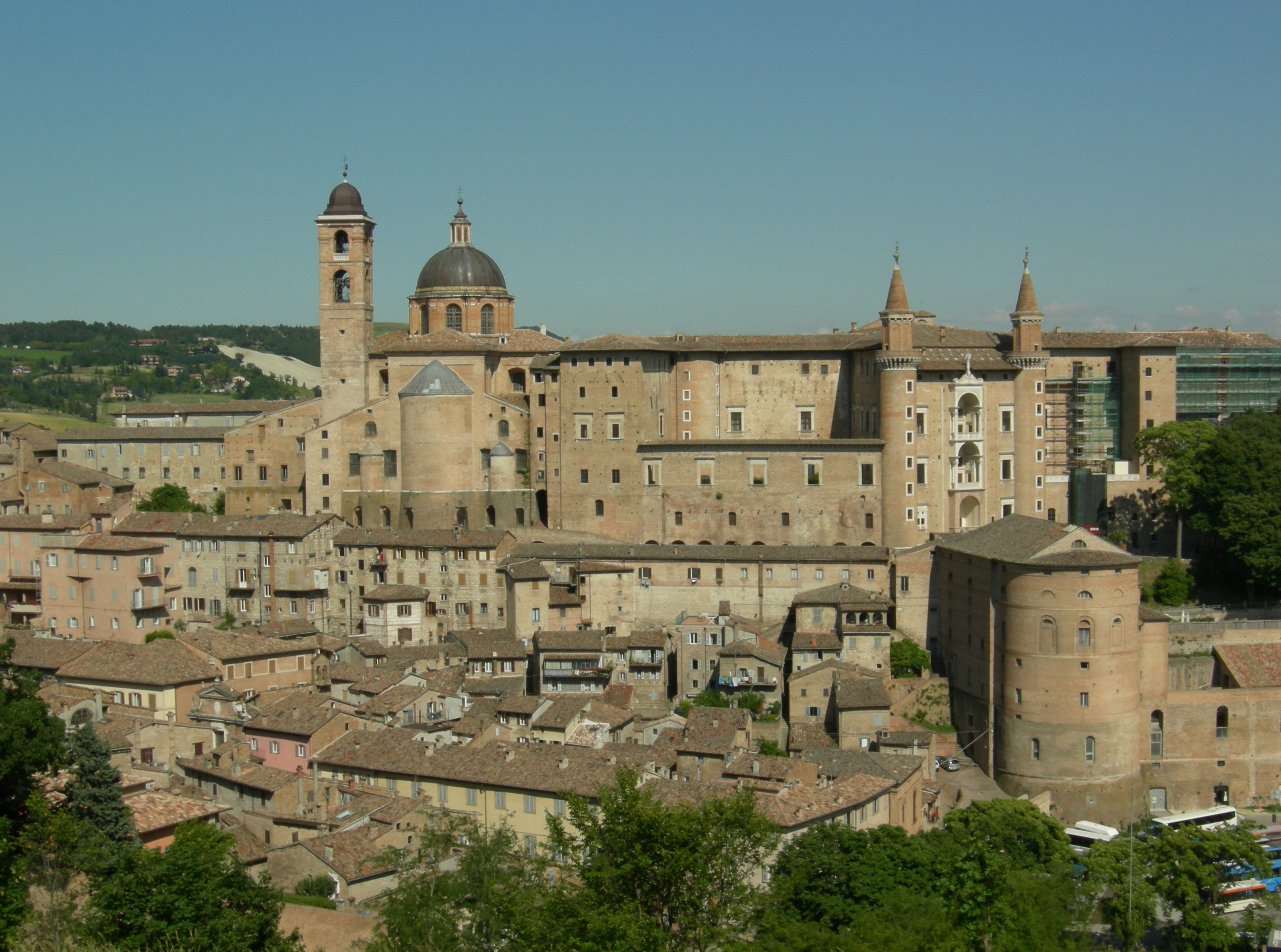
Замок урбинских герцогов

- Оддантонио да Монтефельтро (1443—1444)
- Федериго III да Монтефельтро (1444—1482)
- Гвидобальдо да Монтефельтро (1482—1508)
  - в 1502—1503 — под властью Чезаре Борджиа

### Герцоги Урбино из рода Делла Ровере
- Франческо Мария I делла Ровере (1508—1516)
- Лоренцо II Медичи (1516—1519)
  - в 1517 году Франческо Мария I делла Ровере ненадолго восстановил свою власть
- Франческо Мария I делла Ровере (1521—1538)
- Гвидобальдо II делла Ровере (1539—1574)
- Франческо Мария II делла Ровере (1574—1621)
- Федериго Убальдо делла Ровере (1621—1623)
- Франческо Мария II делла Ровере (1623—1631)
  - в связи с пресечением рода делла Ровере с 1625 года (официально — с 1631) — в составе Папского государства